# A・J・P・テイラー
アラン・ジョン・パーシヴァル・テイラー（Alan John Percivale Taylor, 1906年3月25日 - 1990年9月7日）は、イギリスの歴史家。ヨーロッパ近現代史を専門とし、一般向けを含め数多くの著書を著した。

## 経歴
1906年、イングランドのサウスポート（当時はランカシャー、現在はマージーサイド）に生まれた。オックスフォード大学のオリオル・カレッジ卒業後、1928年からウィーン大学に2年間留学し、アルフレート・プシーブラムの指導を受ける。この時、同大学にてズィルビクの講義（＝大ドイツ主義に基づくハプスブルク史）も受けた。マンチェスター大学歴史学部講師を経て、1938年からオックスフォード大学モードリン・カレッジで教鞭をとる。1956年にイギリス学士院会員に選出される。

## 研究内容と業績、評価
1961年に公刊された『第二次世界大戦の起源』をめぐっては、ナチス・ドイツの総統であったアドルフ・ヒトラーの評価を巡って大きな論争が持ち上がった。テイラーはこの著書において、ヒトラーは従来のドイツの指導者と同様に、自国の国力に見あう地位を手に入れようと行動しただけであり、第二次世界大戦の原因は西側諸国の拙劣な外交の失敗が主因であると説いている。またニュルンベルク裁判などにおいて取り上げられたドイツによる周辺諸国侵略の計画性についても、イギリスが自身の失敗を覆い隠すために誇大に取り上げたにすぎないとしている。このようなテイラーの主張は従来の定説であったナチス・ドイツの侵略主義を否定し、ドイツを擁護する面が強いものであったため、イギリスのみならず、ヨーロッパ諸国、アメリカ合衆国の歴史学会においても大きな反響を巻き起こした。テイラーの説は外交面での一面のみに注目した修正主義史観であり、実証性に乏しいといった批判がなされる一方、歴史研究においては道義的観点を排除するべきであるとの考えには一定の評価が与えられている。

## 著書

### 単著
- The Italian Problem in European Diplomacy: 1847-1849, (Manchester University Press, 1934).
- The Course of German History: A Survey of the Development of Germany since 1815, (Hamish Hamilton, 1945).

井口省吾訳『近代ドイツの辿った道――ルターからヒトラーまで』（名古屋大学出版会, 1992年）
- Trieste, (United Committee on South-Slavic Americans, 1945).
- The Habsburg Monarchy, 1809-1918: A History of the Austrian Empire and Austria-Hungary, (Hamish Hamilton, 1948).

倉田稔訳『ハプスブルク帝国 1809-1918――オーストリア帝国とオーストリア=ハンガリーの歴史』（筑摩書房, 1987年／ちくま学芸文庫, 2021年）
- From Napoleon to Lenin: comments on European history, (H. Hamilton, 1950).
- Rumours of Wars, (H. Hamilton, 1952).
- The Struggle for Mastery in Europe, 1848-1918, (Clarendon Press, 1954).
- Bismarck: the Man and the Statesman, (H. Hamilton, 1955).
- Englishmen and Others, (H. Hamilton, 1956).
- The Trouble Makers: Dissent over Foreign Policy, 1792-1939, (Hamish Hamilton, 1957).

真壁広道訳『トラブルメーカーズ――イギリスの外交政策に反対した人々 1792-1939』（法政大学出版局, 2002年）
- The Origins of the Second World War, (Hamish Hamilton, 1961).

吉田輝夫訳『第二次世界大戦の起源』（中央公論社, 1977年／講談社学術文庫, 2011年）
- The First World War: An Illustrated History, (H. Hamilton, 1963).

倉田稔訳『第一次世界大戦――目で見る戦史』（新評論, 1980年）
- English History, 1914-1945, (Clarendon Press, 1965).

都築忠七訳『イギリス現代史 1914-1945』（みすず書房, 1968年、新版1987年）
- From Sarajevo to Potsdam, (Harcourt, Brace & World, 1966).
- Germany's First Bid for Colonies, 1884-1885: A Move in Bismarck's European Policy, (Archon Books, 1967).
- Europe: Grandeur and Decline, (Penguin Books, 1967).

川端末人・岡俊孝訳『ヨーロッパ・栄光と凋落――近代ヨーロッパ政治外交史論』（未來社, 1975年、新版1994年）オンデマンド版2013年
- Beaverbrook, (H. Hamilton, 1972).
- Essays in English History, (Hamish Hamilton, 1976).
- The Second World War: An Illustrated History, (Penguin, 1976).

古藤晃訳『第二次世界大戦――目で見る戦史』（新評論, 1981年）
- The War Lords, (H. Hamilton, 1976).

藤崎利和訳『ウォー・ロード――戦争の指導者たち』（新評論, 1989年）
- How Wars Begin, (H. Hamilton, 1979).

古藤晃訳『戦争はなぜ起こるか――目で見る歴史』（新評論, 1982年）
- Politicians, Socialism and Historians, (H. Hamilton, 1980).
- Revolutions and Revolutionaries, (Oxford University Press, 1980).

古藤晃訳『革命と革命家たち――目で見る歴史』（新評論, 1984年）
- A Personal History, (H. Hamilton, 1983).
- How Wars End, (H. Hamilton, 1985).
- From Napoleon to the Second International: Essays on Nineteenth-century Europe, (Penguin, 1993).
- From the Boer War to the Cold War: Essays on Twentieth-century Europe, (Penguin, 1995).
- British Prime Ministers and Other Essays, (Allen Lane, 1998).
- Struggles for Supremacy: Diplomatic Essays, (Ashgate, 2000).

### 編著
- Lloyd George: Twelve Essays, (H. Hamilton, 1971).
- My Darling Pussy: the Letters of Lloyd George and Frances Stevenson, 1913-41, (Weidenfeld and Nicolson, 1975).

### 共編著
- A Select List of Books on European history, 1815-1914, co-edited with Alan Bullock, (Clarendon Press, 1949).